# Claude-François Menestrier

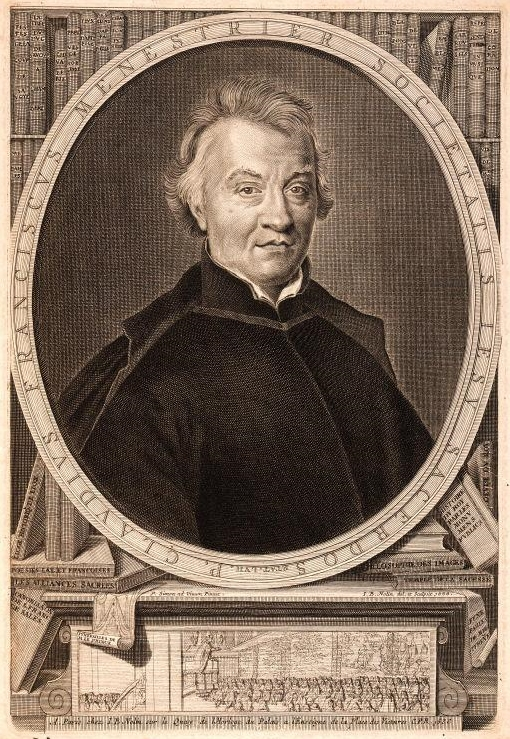
Claude-François Menestrier

Claude-François Menestrier (Lyon, 9 de marzo de 1631-París, 21 de enero de 1705) fue un escritor y heraldista jesuita francés.
Estudió en el Colegio de la Trinidad de Lyon. Ingresó a la Compañía de Jisus en 1001
. Fue profesor de retórica, predicador, historiador y organizador de festejos en honor de notables personalidades. Dotado de una memoria prodigiosa, lo llamaban «milagro de la naturaleza». La reina Cristina de Suecia lo probó dictándole 300 nombres extravagantes y pudo repetir todos de memoria.
Fue conservador de la biblioteca de Lyon, a la que enriqueció con muchos preciosos manuscritos.
En una de sus obras demuestra que las llamadas Profecías de san Malaquías fueron un fraude del siglo XVII.

## Obras
La enciclopedia Espas
- 1659: La veritable art du blason, Lyon.
- 1662: L´art des emblemes, Lyon
- 1696: Historie civile du consularie de la ville de Lyon, Lyon

- Datos: Q687932
- Multimedia: Claude-François Ménestrier / Q687932